# Melanchroia carbonaria
Melanchroia carbonaria är en fjärilsart som beskrevs av W. Warren 1900. Melanchroia carbonaria ingår i släktet Melanchroia och familjen mätare. Inga underarter finns listade i Catalogue of Life.